# Elijah Litana
Elijah Litana (Zambia, 5 de diciembre de 1970) es un futbolista de Zambia que jugaba en la posición de defensa.

## Carrera

### Club
| Periodo   | Club        |
| --------- | ----------- |
| 1989–1995 | Roan United |
| 1995–2000 | Al-Hilal FC |

### Selección nacional
Jugó para Zambia en 31 ocasiones de 1993 al 2000 y anotó dos goles, ambos en la Copa Africana de Naciones 1994.

## Retiro
Litana se tuvo que retirar del fútbol a causa de un accidente con un arma de fuego en julio del 2000 donde se lesionó la rodilla.

## Logros

### Club
- Liga Profesional Saudí (2): 1995/96,[3] 1997/98
- Copa de Arabia Saudita (1): 2000

### Individual
- Equipo Ideal de la Copa Africana de Naciones: 1994, 1996